# Badingham
Badingham – wieś w Anglii, w hrabstwie Suffolk, w dystrykcie East Suffolk. Leży 27 km na północny wschód od miasta Ipswich i 133 km na północny wschód od Londynu. W 2001 miejscowość liczyła 478 mieszkańców.